# Pylawa (obwód czerkaski)
Pylawa (ukr. Пилява, hist. Pilawa) – wieś na Ukrainie, w obwodzie czerkaskim, w rejonie czerkaskim. W 2001 roku liczyła 115 mieszkańców.
Wieś Pilawa w 1765 roku należała do starostwa kaniowskiego w województwie kijowskim. W miejscowości znajdował się zamek.